# NEOS Server
El servidor NEOS es una aplicación cliente-servidor basada en Internet que brinda acceso gratuito a una biblioteca de solucionadores (solvers) de optimización. Su biblioteca de solucionadores incluye más de 60 solvers comerciales, gratuitos y de código abierto, que se pueden aplicar a problemas de optimización matemática de más de 12 tipos diferentes, incluida la programación lineal, la programación entera y la optimización no lineal .
El servidor es administrado por el Wisconsin Institute for Discovery de la Universidad de Wisconsin-Madison . La mayoría de los solvers están alojados en la Universidad de Wisconsin en Madison, donde los trabajos se ejecutan en un grupo de máquinas de alto rendimiento administradas por el software HTCondor . Un número menor de solvers es albergado por organizaciones asociadas: la Universidad Estatal de Arizona, la Universidad de Klagenfurt en Austria y la Universidad de Minho en Portugal. El servidor fue desarrollado en 1996 por el Centro de Tecnología de Optimización del Laboratorio Nacional de Argonne y la Universidad Northwestern .

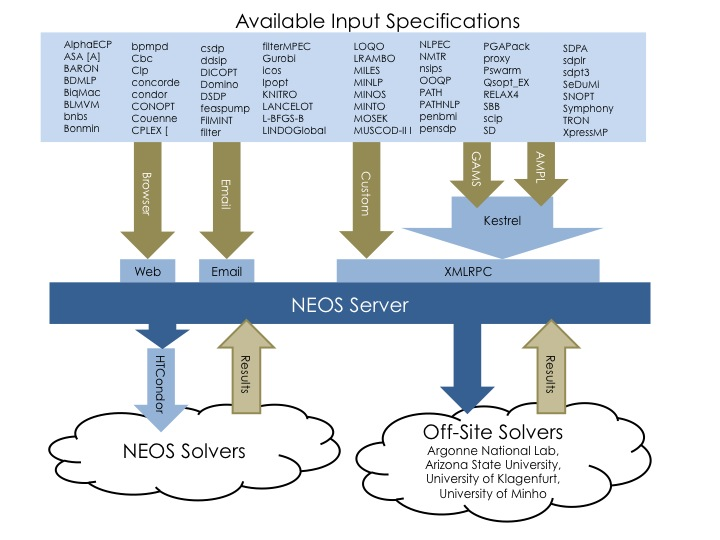
Representación gráfica de la estructura del servidor NEOS

## Estructura
El proyecto NEOS (Network-Enabled Optimization System) se lanzó en el Laboratorio Nacional de Argonne y la Universidad Northwestern para desarrollar un método para compartir recursos de software de optimización a través de Internet. El servidor se puso en marcha en 1996, uno de los primeros ejemplos de software como servicio .
El servidor NEOS es una aplicación cliente-servidor basada en Internet que brinda acceso a una biblioteca de solvers de optimización. El servidor acepta modelos de optimización descritos en lenguajes de modelado, lenguajes de programación y formatos específicos de problemas. La mayoría de los solucionadores de programación lineal, programación entera y programación no lineal aceptan entradas de AMPL y/o GAMS . Los trabajos se pueden enviar a través de una página web, correo electrónico, XML RPC, Kestrel o indirectamente a través de herramientas de envío de terceros como  SolverStudio para Excel, OpenSolver, Pyomo, JuMP (a través del paquete Julia NEOS ) y el paquete R rneos. NEOS usa el software HTCondor para administrar la carga de trabajo en un grupo de computadoras dedicado.